# Nyctereutes
Pour les articles homonymes, voir Chien (homonymie) et Tanuki (homonymie).
Cet article traite du tanuki en zoologie. Pour l'animal dans le folklore japonais, voir Bake-danuki. Pour voir l’objet traditionnel japonais, voir Statue de tanuki.
Chiens viverrins, Tanukis
Genre
Espèce
Statut de conservation UICN

 LC  : Préoccupation mineure
Synonymes
- Canis procyonoides Gray, 1834 (Protonyme)
- Canis viverrinus Temminck, 1838 (Spécimen-type)
- Nyctereutes viverrinus Temminck, 1838
- Nyctereutes albus Hornaday, 1904
- Nyctereutes sinensis Brass, 1904
- Nyctereutes amurensis Matschie, 1907
- Nyctereutes stegmanni Matschie, 1907

Nyctereutes, les « Nyctéreutes », plus communément désignés sous le nom de chien viverrin, ou sous le nom japonais de tanuki (狸 ; タヌキ, tanuki), forment un genre de mammifères carnivores (carnivora) appartenant à la famille des canidés. Contrairement à ce que le nom vulgaire laisse entendre, ils ne sont absolument pas apparentés aux chiens et aux loups du genre Canis, classés dans le tribu des Canini, mais sont bien plus proche des renards (Vulpes) et de l’otocyon dans la tribu des Vulpini. Caractérisés par leurs corps allongés mais surtout leurs masques faciaux les faisant ressembler au raton-laveur ou au blaireau, ils sont également connus comme étant les seuls canidés à entrer dans une phase d’hibernation, mais également à simuler la mort comme l’opossum de Virginie, lorsqu’ils sont attaqués par un prédateur.
Dans la plupart des systèmes de classifications, le genre est considéré comme ne contenant qu’une seule espèce actuelle : Nyctereutes procyonoides, mais des études récentes ont suggéré que les populations japonaises pouvaient constituer une espèce à part.
Originaire de l'Asie de l'Est, le chien viverrin continental (Nyctereutes procyonoides) a intensivement été élevé pour sa fourrure en Europe et en Russie notamment pendant le XXe siècle ; des spécimens se sont échappés ou ont été introduits pour augmenter la production et ont formé depuis des populations dans l'Europe de l'Est. Actuellement en pleine expansion dans le reste de l'Europe, sa présence est indésirable car il est considéré comme une espèce envahissante, et soulève des inquiétudes de santé publique, notamment concernant la transmission de la rage.
Le chien viverrin, notamment par l’intermédiaire du chien viverrin japonais (Nyctereutes viverrinus) est une figure très présente dans la culture populaire japonaise par l'intermédiaire des bandes dessinées, dessins animés et jeux vidéo, dans lesquels il est souvent représenté avec le renard et le chat, comme un animal doté de pouvoirs magiques comme la métamorphose.

## Dénominations
Dans les différents systèmes de classification reconnaissant Nyctereutes comme étant un taxon actuel unique, les dénominations sont les suivantes : 
- Noms scientifiques valide : Nyctereutes procyonoides (Gray, 1834)[1] .
- Nom typique en français : Chien viverrin (UICN)[2],(INPN)[3].
- Noms vulgaires : Nyctéreute (Vieilli), Chien raton[4] ou Chien raton-laveur (de l’anglais Raccoon dog), Chien martre (de l’allemand Marderhund).
- Nom vernaculaire, couramment utilisé en français : Tanuki[5] ,[6],[7],[8].

### Étymologies
Le terme « Nyctéreute » est une francisation du nom de genre Nyctereutes, lui-même étant une latinisation d’un néologisme en grec ancien des termes νυκτο- / nykt- (« nuit ») et εὐτῆς / ereutēs (« vagabonder »), soit « vagabond nocturne ». L’appellation françisée est plus rare aujourd’hui dans la littérature.
Le nom « chien viverrin » est directement hérité du synonyme de l’ancien nom binominal Nyctereutes viverrinus : canis viverrinus, utilisé pour désigner les populations décrites sur l’archipel japonais par Coenraad Jacob Temminck, notamment dans le cinquième volume de sa monographie Fauna Japonica, consacrée aux mammifères du Japon,. Le nom anglais « raccoon dog », parfois traduit en français par « chien raton » ou « chien raton-laveur », est hérité de l’ancien nom binominal de Nyctereutes procyonoides, Canis procyonoides. Ces dénominations vulgaires utilisant le terme « chien » ont déjà semé la panique auprès de l’opinion publique, notamment dans au sujet de leur exploitation sur le marché de la fourrure. L’animal étant régulièrement assimilé à une race du chien domestique (Canis familliaris).
Le nom japonais « tanuki », parfois orthographié « tanouki » (狸 ; たぬき ; タヌキ), dont l’étymologie incertaine, pourrait venir des mots taneko (田猫, « chat des champs »), tanoke (田之怪, « l’apparition des champs »), tanuki (手貫, « protège-mains »), dashinuki (出し抜き, « faire le mort ») ou encore tamashinuki (魂抜き, « Perdre son âme »), ces deux dernières provenant de la thanatose de l’animal comme arme de défense. Certains auteurs suggèrent que le nom « tanuki » ne serait pas un emprunt lexical utilisé dans d’autres langues, ou bien que son utilisation ne serait réservé qu’aux populations japonaises (Nyctereutes viverrinus). Mais ces suggestions ne sont jamais respectées et l’on retrouve facilement dans la littérature scientifique ou même dans le langage courent l’utilisation de cette terminologie pour désigner les populations continentales, notamment dans le domaine de la fourrure. Le terme étant considéré comme plus élégant et plus simple d’utilisation. Il apparaît parfois dans certains ouvrages de zoologie spécialisés,. Dans la littérature japonaise et la culture populaire, il est parfois improprement traduit par le terme de « blaireau », « raton-laveur », voire « ragondin », mais ces traduction sont régulièrement fustigée par les chercheurs.

### Dénominations locales
| Langue            | Nom(s) vernaculaire(s) | Signification / Note |
| ----------------- | --- | --- |
| Anglais           | Raccoon dog | « Chien raton » |
| Japonais (日本語) | 狸 ; たぬき ; タヌキ (tanuki) | Dénomination utilisée à l’échelle internationale. Le chinois utilise parfois le caractère 狸, lì.                                                           |
| Allemand          | Marderhund ; Waschbärhund | Signifient respectivement « Chien martre » et « Chien raton laveur ».                                                                                       |
| Espagnol          | Perro mapache | « Chien raton laveur ». |
| Italien           | Cane procione ; Cane viverrino | Signifient respectivement « Chien raton » et « Chien viverrin ».                                                                                            |
| Néerlandais       | Wasbeerhond ; Marterhond | Signifient respectivement « Chien raton laveur » et « Chien martre ».                                                                                       |
| Suédois           | Mårdhund | « Chien martre ». |
| Danois            | Mårhund | « Chien martre ». |
| Norvégien         | Mårhund | « Chien martre ». |
| Finnois           | Supikoira | Littéralement « chien blaireau ». |
| Estonien          | Kährik ; Kährikkoer | « Chien martre ». |
| Letton            | Jenotsuns | Dérivé de jenots (raton laveur). |
| Lituanien         | Usūrinis šuo | « Chien de l'Oussouri ». |
| Polonais          | Jenot azjatycki ; Jenot | Le terme Jenot est couramment utilisé pour également désigner le raton laveur.                                                                              |
| Tchèque           | Psík mývalovitý | « Petit chien raton laveur ». |
| Slovaque          | Psík medviedikovitý | « Petit chien ourson ». |
| Hongrois          | Nyestkutya | « Chien martre ». |
| Roumain           | Câinele enot | « Chien raton laveur ». |
| Slovène           | Rakunasti pes | « Chien raton laveur ». |
| Croate            | Kunopas | « Chien martre ». |
| Serbe             | Мрчки пас (Mrčki pas) | « Chien martre ». |
| Bulgare           | Енотовидно куче (Enotovidno kuche) | « Chien ressemblant à un raton laveur ». |
| Ukrainien         | Єнотовидний собака (Enotovydnyi sobaka) | « Chien ressemblant à un raton laveur ». |
| Biélorusse        | Янотападобны сабака (Janotapadobny sabaka) | « Chien ressemblant à un raton laveur ». |
| Islandais         | Marðarhundur | « Chien martre ». |
| Russe (Русский)   | Енотовидная собака (Enotovidnaya sobaka) енотовидная уссурийская лиса (enotovidnaya ussuriyskaya lisa) уссурийский енот (ussuriyskiy enot) енотка (enotka) мангут (mangut) | « Chien ressemblant à un raton » « Renard de l’Ousssouri ressemblant à un raton » « Petit raton » (affectueux) Terme evenki utilisé pour désigner l’animal. |
| Chinois (中文)    | 貉, hé 貉子, háozi | Termes utilisés historiquement pour désigner le chien viverrin. Le caractère 貉 fut notamment utilisé en japonais avant l’ère Shōwa sous le nom de Mujina.  |
| Coréen (한국어)   | 너구리 (neoguri) | Utilisé en coréen pour le chien viverrin. |
| Vietnamien        | Chó gấu trúc | « Chien panda ». |
| Mongol            | Савар нохой (savar nokhoi) | Littéralement « chien à pattes » ; terme local. |

## Systématique

### Phylogénie
La position taxonomique des nyctéreutes a fait l'objet de nombreuses révisions, compte tenu de leur morphologie particulière au sein de la famille des canidés. En 1880, Thomas Henry Huxley a proposé une parenté avec les « faux » renards d’Amérique du Sud sur la base de similitudes crâniennes et dentaires. En 1967, la biologiste Devra G. Kleiman a décrit des similitudes morphologiques et comportementales avec le renard à oreilles de chauve-souris, en raison de leur capacité à se tolérer aisément entre congénères et également parce que les mâles de l'espèce positionnent leur queue en U inversé lorsqu'ils sont sexuellement excités. Juliet Clutton-Brock les a provisoirement classés dans le genre Lycalopex, comprenant les renards des savanes d'Amérique du Sud, tout en admettant que sa position systématique était difficile à évaluer, car ils ne présentent aucune affinité avec d'autres canidés.
Le paléontologue Xiamoning Wang a également proposé l'idée d’une étroite proximité avec l'actuel renard des savanes d'Amérique du Sud, en raison de leur dentition similaire et du processus angulaire élargi de leur mandibule ; d'autres études anatomiques sur la forme du cerveau des deux espèces semblent corroborer la parenté. L'hypothèse d'un ancêtre commun aux Nyctéreutes et aux renards des savanes au Miocène supérieur en Amérique du Nord a été émise ; des restes de renards des savanes du Pliocène inférieur du Texas pourraient confirmer cette hypothèse. Plus récemment, une étude phylogénétique proposée en 2005 sur la base du génome mitochondrial des canidés actuels montre que le genre Nyctereutes est en fait un membre de la tribu des Vulpini.

#### Arbre phylogénétique
|  | Otocyon (renard à oreilles de chauve souris)                                                                       |
|  | |
|  | \| \| Nyctereutes (chiens viverrins) \| \| \| \| \| \| Vulpes (renard roux, renard polaire, fennec...) \| \| \| \| |
|  | |
|  | Nyctereutes (chiens viverrins)                                                                                     |
|  | |
|  | Vulpes (renard roux, renard polaire, fennec...)                                                                    |
|  | |

|  | Nyctereutes (chiens viverrins)                  |
|  |                                                 |
|  | Vulpes (renard roux, renard polaire, fennec...) |
|  |                                                 |

|  | Otocyon (renard à oreilles de chauve souris)                                                                       |
|  | |
|  | \| \| Nyctereutes (chiens viverrins) \| \| \| \| \| \| Vulpes (renard roux, renard polaire, fennec...) \| \| \| \| |
|  | |
|  | Nyctereutes (chiens viverrins)                                                                                     |
|  | |
|  | Vulpes (renard roux, renard polaire, fennec...)                                                                    |
|  | |

|  | Nyctereutes (chiens viverrins)                  |
|  |                                                 |
|  | Vulpes (renard roux, renard polaire, fennec...) |
|  |                                                 |

|  | \| \| Canini Les "vrais" chiens, comprenant le genre canis (loup, chien, coyote…) \| \| \| \| |
|  |                                                                                               |
|  | Canini Les "vrais" chiens, comprenant le genre canis (loup, chien, coyote…)                   |
|  |                                                                                               |

|  | Canini Les "vrais" chiens, comprenant le genre canis (loup, chien, coyote…) |
|  |                                                                             |

|  | Otocyon (renard à oreilles de chauve souris)                                                                       |
|  | |
|  | \| \| Nyctereutes (chiens viverrins) \| \| \| \| \| \| Vulpes (renard roux, renard polaire, fennec...) \| \| \| \| |
|  | |
|  | Nyctereutes (chiens viverrins)                                                                                     |
|  | |
|  | Vulpes (renard roux, renard polaire, fennec...)                                                                    |
|  | |

|  | Nyctereutes (chiens viverrins)                  |
|  |                                                 |
|  | Vulpes (renard roux, renard polaire, fennec...) |
|  |                                                 |

|  | Otocyon (renard à oreilles de chauve souris)                                                                       |
|  | |
|  | \| \| Nyctereutes (chiens viverrins) \| \| \| \| \| \| Vulpes (renard roux, renard polaire, fennec...) \| \| \| \| |
|  | |
|  | Nyctereutes (chiens viverrins)                                                                                     |
|  | |
|  | Vulpes (renard roux, renard polaire, fennec...)                                                                    |
|  | |

|  | Nyctereutes (chiens viverrins)                  |
|  |                                                 |
|  | Vulpes (renard roux, renard polaire, fennec...) |
|  |                                                 |

|  | \| \| Canini Les "vrais" chiens, comprenant le genre canis (loup, chien, coyote…) \| \| \| \| |
|  |                                                                                               |
|  | Canini Les "vrais" chiens, comprenant le genre canis (loup, chien, coyote…)                   |
|  |                                                                                               |

|  | Canini Les "vrais" chiens, comprenant le genre canis (loup, chien, coyote…) |
|  |                                                                             |

|  | Otocyon (renard à oreilles de chauve souris)                                                                       |
|  | |
|  | \| \| Nyctereutes (chiens viverrins) \| \| \| \| \| \| Vulpes (renard roux, renard polaire, fennec...) \| \| \| \| |
|  | |
|  | Nyctereutes (chiens viverrins)                                                                                     |
|  | |
|  | Vulpes (renard roux, renard polaire, fennec...)                                                                    |
|  | |

|  | Nyctereutes (chiens viverrins)                  |
|  |                                                 |
|  | Vulpes (renard roux, renard polaire, fennec...) |
|  |                                                 |

|  | Otocyon (renard à oreilles de chauve souris)                                                                       |
|  | |
|  | \| \| Nyctereutes (chiens viverrins) \| \| \| \| \| \| Vulpes (renard roux, renard polaire, fennec...) \| \| \| \| |
|  | |
|  | Nyctereutes (chiens viverrins)                                                                                     |
|  | |
|  | Vulpes (renard roux, renard polaire, fennec...)                                                                    |
|  | |

|  | Nyctereutes (chiens viverrins)                  |
|  |                                                 |
|  | Vulpes (renard roux, renard polaire, fennec...) |
|  |                                                 |

|  | \| \| Canini Les "vrais" chiens, comprenant le genre canis (loup, chien, coyote…) \| \| \| \| |
|  |                                                                                               |
|  | Canini Les "vrais" chiens, comprenant le genre canis (loup, chien, coyote…)                   |
|  |                                                                                               |

|  | Canini Les "vrais" chiens, comprenant le genre canis (loup, chien, coyote…) |
|  |                                                                             |

|  | Otocyon (renard à oreilles de chauve souris)                                                                       |
|  | |
|  | \| \| Nyctereutes (chiens viverrins) \| \| \| \| \| \| Vulpes (renard roux, renard polaire, fennec...) \| \| \| \| |
|  | |
|  | Nyctereutes (chiens viverrins)                                                                                     |
|  | |
|  | Vulpes (renard roux, renard polaire, fennec...)                                                                    |
|  | |

|  | Nyctereutes (chiens viverrins)                  |
|  |                                                 |
|  | Vulpes (renard roux, renard polaire, fennec...) |
|  |                                                 |

|  | Otocyon (renard à oreilles de chauve souris)                                                                       |
|  | |
|  | \| \| Nyctereutes (chiens viverrins) \| \| \| \| \| \| Vulpes (renard roux, renard polaire, fennec...) \| \| \| \| |
|  | |
|  | Nyctereutes (chiens viverrins)                                                                                     |
|  | |
|  | Vulpes (renard roux, renard polaire, fennec...)                                                                    |
|  | |

|  | Nyctereutes (chiens viverrins)                  |
|  |                                                 |
|  | Vulpes (renard roux, renard polaire, fennec...) |
|  |                                                 |

|  | \| \| Canini Les "vrais" chiens, comprenant le genre canis (loup, chien, coyote…) \| \| \| \| |
|  |                                                                                               |
|  | Canini Les "vrais" chiens, comprenant le genre canis (loup, chien, coyote…)                   |
|  |                                                                                               |

|  | Canini Les "vrais" chiens, comprenant le genre canis (loup, chien, coyote…) |
|  |                                                                             |

#### Évolution

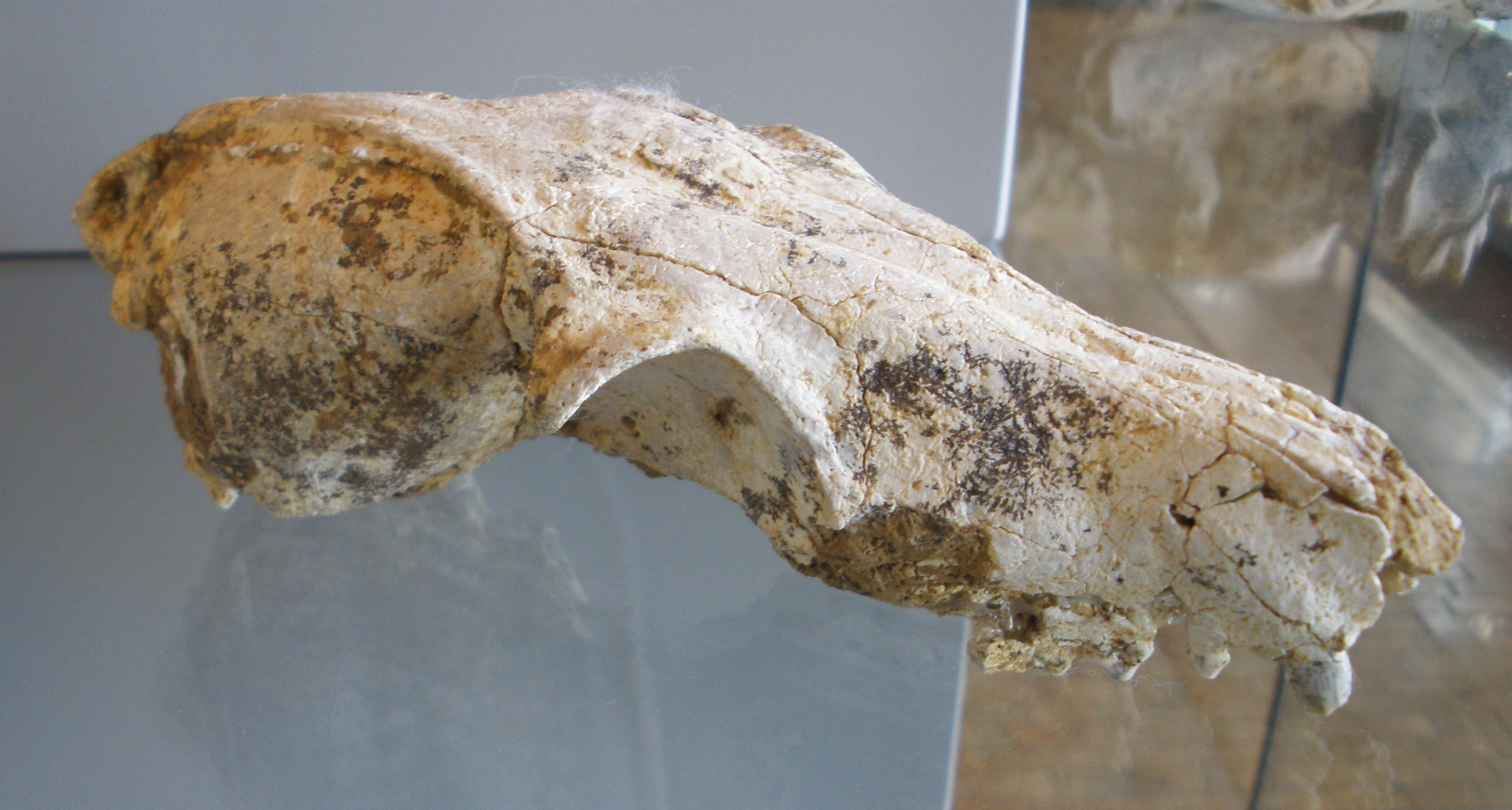
Fossile du crâne de Nyctereutes megamastoides au musée paléontologique de Zurich, en Suisse.

Le genre Nyctereutes a une histoire évolutive très ancienne, qui remonterai au miocène supérieur (il y a environ 6 à 9 millions d'années). Il est probable que les premières espèces du genre aient migré à cette époque de l'Amérique du Nord vers l'Asie, en traversant le détroit de Béring comme de nombreux autres genres de canidé l’ont fait par la suite. Le plus ancien représentant connu a été découvert en Chine (N. tingi) ; de la taille d'un coyote, ce canidé s'est développé au pliocène (jusqu'à 3 millions d'années) et s'est répandu en Asie pour donner naissance en Europe au très semblable N. donnezani, connu principalement dans le gisement de Perpignan. Il s’agirait de la toute première espèce de canidé ayant quitté le continent américain.
Plus tard, des espèces plus évoluées sont apparues, comme N. sinensis en Chine et N. megamastoides en Europe, qui ont finalement donné naissance à l'espèce encore vivante N. procyonoides. Entre-temps, des individus du genre Nyctereutes ont atteint l'Afrique au Pliocène avec les espèces N. abdeslami et N. terblanchei, avant de s'éteindre au Pléistocène moyen (il y a environ 1 million d'années). L'espèce moderne, le chien viverrin continental (N. procyonoides), a survécu en Asie grâce à sa taille plus petite que celle de ses proches parents et à des adaptations de sa dentition qui l'ont conduit à un régime omnivore.

### Espèces et sous-espèces
La classification du chien viverrin ne fait pas consensus au sein de la communauté scientifique. En effet, sur la base d’analyses morphologiques, chromosomiques et comportementales, certains scientifiques suggèrent que les populations de chiens viverrins présentes sur l’archipel japonais représentent une espèce à part entière, sous le nom de Nyctereutes viverrinus, différente de celle du continent nommée Nyctereutes procyonoides : En effet, sous le poids de la translocation robertsonienne, les populations issues de l’archipel japonais se retrouvent avec un total de 38 paires de chromosomes, contre 54 paires de chromosomes chez les populations continentales.
Cette suggestion a été acceptée par l'American Society of Mammalogists, mais pas encore tout à fait acceptée par l’Union internationale pour la conservation de la nature (UICN), elle n’est pas apparue lors de la publication de la troisième édition de la revue Mammal Species of the World (MSW).
Il existe trois systèmes de classifications pour le chien viverrin : 
| Taxon monospécifique | Taxon monospécifique | Taxon plurispécifique |
| --- | --- | --- |
| Taxons selon ITIS (4 juin 2025) INPN (4 juin 2025) et EOL (4 juin 2025) : | Taxons selon UICN (4 juin 2025) : | Taxons selon Mammal Diversity Database (4 juin 2025) et BioLib (4 juin 2025) : |
| - Nyctereutes procyonoides (synonyme : N. viverrinus) - Nyctereutes procyonoides procyonoides - Nyctereutes procyonoides ussuriensis - Nyctereutes procyonoides koreensis - Nyctereutes procyonoides osteres - Nyctereutes procyonoides viverrinus (synonyme : N. p. albus) | - Nyctereutes procyonoides (synonyme : N. viverrinus) - Nyctereutes procyonoides procyonoides - Nyctereutes procyonoides ussuriensis - Nyctereutes procyonoides koreensis - Nyctereutes procyonoides osteres - Nyctereutes procyonoides viverrinus - Nyctereutes procyonoides albus | - Nyctereutes procyonoides - Nyctereutes procyonoides procyonoides - Nyctereutes procyonoides ussuriensis - Nyctereutes procyonoides koreensis - Nyctereutes procyonoides osteres - Nyctereutes viverrinus - Nyctereutes viverrinus viverrinus - Nyctereutes viverrinus albus |

| Espèce                                                                            | Sous-espèce                                                                        | Description | Synonyme                                                                                |
| --------------------------------------------------------------------------------- | ---------------------------------------------------------------------------------- | --- | --------------------------------------------------------------------------------------- |
| Nyctereutes procyonoides Chien viverrin continental ou Tanuki de Chine Gray, 1834 | N. p. procyonoides Espèce type Chien viverrin de Chine Gray, 1834                  | | N. kalininensis (Sorokin, 1958) N. sinensis (Brass, 1904) N. stegmanni (Matschie, 1907) |
| Nyctereutes procyonoides Chien viverrin continental ou Tanuki de Chine Gray, 1834 | N. p. ussuriensis Chien viverrin de l’Oussouri ou Tanuki de Sibérie Matschie, 1907 | Originaire de l’est de la Russie. Caractérisée par son épaisse fourrure, il s’agit de la sous-espèce de chien viverrin qui a été la plus utilisée dans l’élevage de la fourrure en Europe au cours du XXe siècle. | N. amurensis (Matschie, 1907)                                                           |
| Nyctereutes procyonoides Chien viverrin continental ou Tanuki de Chine Gray, 1834 | N. p. koreensis Chien viverrin de Corée Mori, 1922                                 | |                                                                                         |
| Nyctereutes procyonoides Chien viverrin continental ou Tanuki de Chine Gray, 1834 | N. p. orestes Chien viverrin du Yunnan Thomas, 1923                                | |                                                                                         |
| Nyctereutes viverrinus Chien viverrin du Japon ou Tanuki du Japon Temminck, 1838  | N. v. viverrinus Espèce type Temminck, 1838                                        | Il s’agit du chien viverrin vivant sur l’île principale du Japon. Il est caractérisé par une peau souple et une fourrure très fine.                                                                               | N. p viverrinus                                                                         |
| Nyctereutes viverrinus Chien viverrin du Japon ou Tanuki du Japon Temminck, 1838  | N. v. albus Chien viverrin d'Hokkaidō ou Tanuki d’Ézo Hormday, 1904                | Il est caractérisé par sa très épaisse fourrure d’hiver de couleur beige, il est devenu très populaire sur les réseaux sociaux.                                                                                   | Nyctereutes albus Hormday, 1904 N. v. albus                                             |

#### Espèces fossiles
- † Nyctereutes donnezani Depéret, 1890 ; entre 9,0 et 3,4 millions d’années (Europe)
- † Nyctereutes abdeslami Geraads, 1997 ; entre 3,6 et 1,8 millions d’années (Maroc)
- † Nyctereutes lockwoodi Geraads, Alemseged, Bobe & Reed, 2010 ; entre 3,42 et 3,2 millions d’années (Éthiopie)
- † Nyctereutes megamastoides Pomel, 1842 ; entre 781 000 à 126 000 ans (Nord de la Chine, Italie)
- † Nyctereutes sinensis Schlosser, 1903 ; entre 3,6 millions d’années et 781 000 ans (Chine)
- † Nyctereutes terblanchei Ficcarelli, Torre & Turner, 1984 ; du Pliocène jusqu'au Pléistocène (Afrique du Sud)
- † Nyctereutes tingi Tedford & Qiu, 1991 ; Pliocène (Chine, Grèce)
- † Nyctereutes vinetorum Bate, 1937 ;
- † Nyctereutes vulpinus Monguillon, Spassov, Argant, Kauhala & Viranta, 1984 ; Pliocène terminal, entre 5,3 et 2,6 millions d'années (France)

## Caractéristiques
Les nyctéreutes actuels sont un genre de canidé caractérisé par un corps longiligne, des membres courts et un masque facial sombre. Cette apparence évoque d'autres animaux comme le raton laveur, les blaireaux et les civettes, avec lesquels ils sont parfois confondus.

### Corps

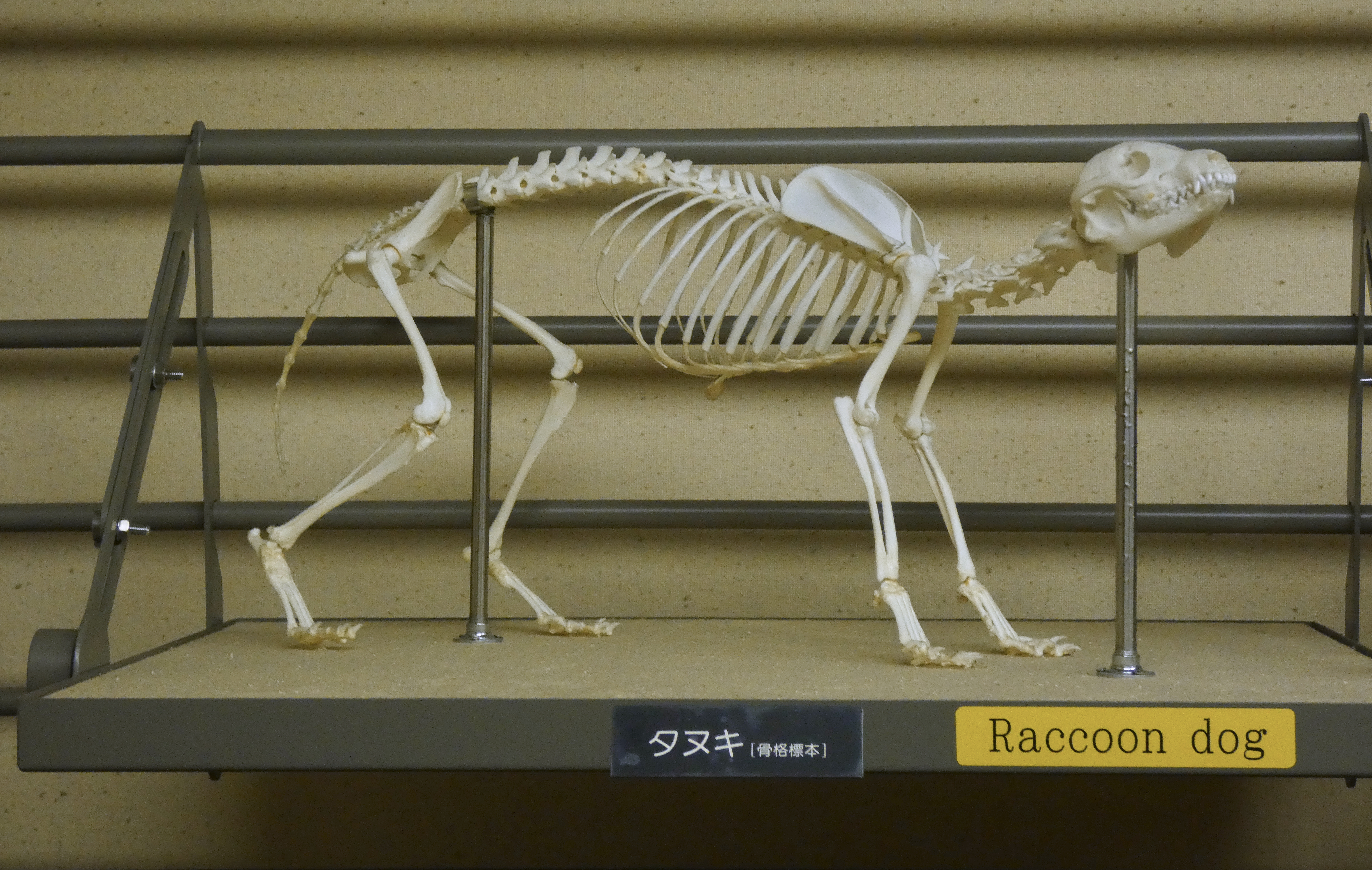
Squelette de chien viverrin japonais (Nyctereutes viverrinus) exposé au Parc zoologique d’Higashiyama.

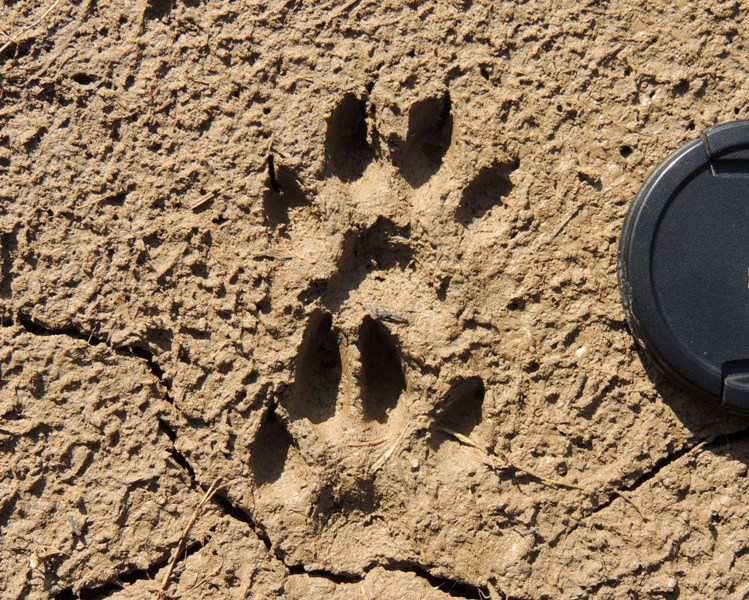
Empruntes de chien viverrin continental dans le sable.

Le corps couvre des proportions générales estimées d’une quarantaine à une soixantaine de centimètres de longueur, mais avec des variabilités et des plus ou moins marquée selon les sous-espèces : La plus petite sous-espèce étant le chien viverrin du Japon (N. v. viverrinus) dont la longueur du corps minimale tourne autour d’une trentaine de centimètres, et la plus grande étant celle de Sibérie (N. p. ussuriensis) dont la longueur du corps peut aller au-delà de  70 cm.
Les pattes sont courtes, légèrement inférieures à celle d’autres canidés comme le renard. Leur extrémité est terminée par cinq doigts dont quatre qui touchent le sol. Comme les autres canidés, la démarche est digitigrade, et les traces de pas formées sont composées de quatre pelotes digitales montrant un écartement circulaire prononcée autour de la pelote plantaire d’apparence plus ou moins triangulaire, formant comme une « fleur de mume » (「梅の花」, ume no hana). Le pouce est mobile. L’espace entre les doigts est légèrement palmé. Les griffes sont courbées et pointues, ces dernières ne sont rétractiles ni semi-rétractiles.
Cette disposition des doigts et des griffes leur permet de s’adapter à une large gamme d’environnements : ils peuvent s'accrocher à l'écorce des troncs d'arbres ou d’escalader des grillages, mais ils ne sont pas d'aussi bons grimpeurs que peuvent l'être les renards gris. Pour descendre, ils tombent la tête la première.
La queue peut mesurer de 12 à 26 cm. Elle est courte et représente moins d'un tiers de la longueur totale et pend sans toucher le sol, elle paraît très épaisse et touffue avec le pelage d’hiver mais paraît plus fine en été. Les oreilles sont courtes et ne dépassent que légèrement de la fourrure en hiver.
Le poids varie en fonction de la saison : ils pèsent autour de 3 kg en mars, tandis qu'en août et début septembre les mâles pèsent en moyenne 6,5 à 7 kg, certains individus atteignant un poids de 9 à 10 kg. Des poids d’une douzaine de kilos ont été recensées chez les populations les plus septentrionales, avec leur pelage d’hiver.

### Pelage
La couleur du pelage des chiens viverrins se caractérise de celle du raton-laveur par sa coloration brune. Cette teinte s’exprime différemment selon les espèces, allant plus généralement d’un brun grisâtre pour les populations continentales, à un brun jaunâtre pour les populations japonaises.
Bien qu’elle soit généralement représenté comme étant unie, elle est souvent marquée de motifs variants selon les sous-espèces et les populations : les chiens viverrins continental sont souvent dotés d’un poil de garde noir, donnant à leur pelage des motifs en forme de rayures. Les chiens viverrins japonais ont des bandes claires sur les côtés et la gorge.
Ils disposent également de variantes unies, beiges voire complètement blanches, induites naturellement par l’albinisme chez certaines populations sauvages au Japon, ou bien par le leucisme plus généralement chez les individus issus d’élevages comme en Chine.
Les nouveau-nés ont tous un pelage d’un brun noirâtre quelle que soit la sous-espèce. Ils ne gagnent leur pelage définitif qu’au bout de quelques semaines.
Le poil du chien viverrin est considéré comme relativement long et épais, plus particulièrement chez les populations continentales. Il s'allonge et s'épaissit en hiver, permettant de protéger l'animal des basses températures allant jusqu'à −20 à −25 °C. Sa densité et sa qualité varie en fonction des populations : celles d'Hokkaidō et de l’Oussouri ont un poil de garde très épais. Celui de ce dernier est réputé comme étant très grossier pouvant mesurer aux alentours de 120 mm de long.

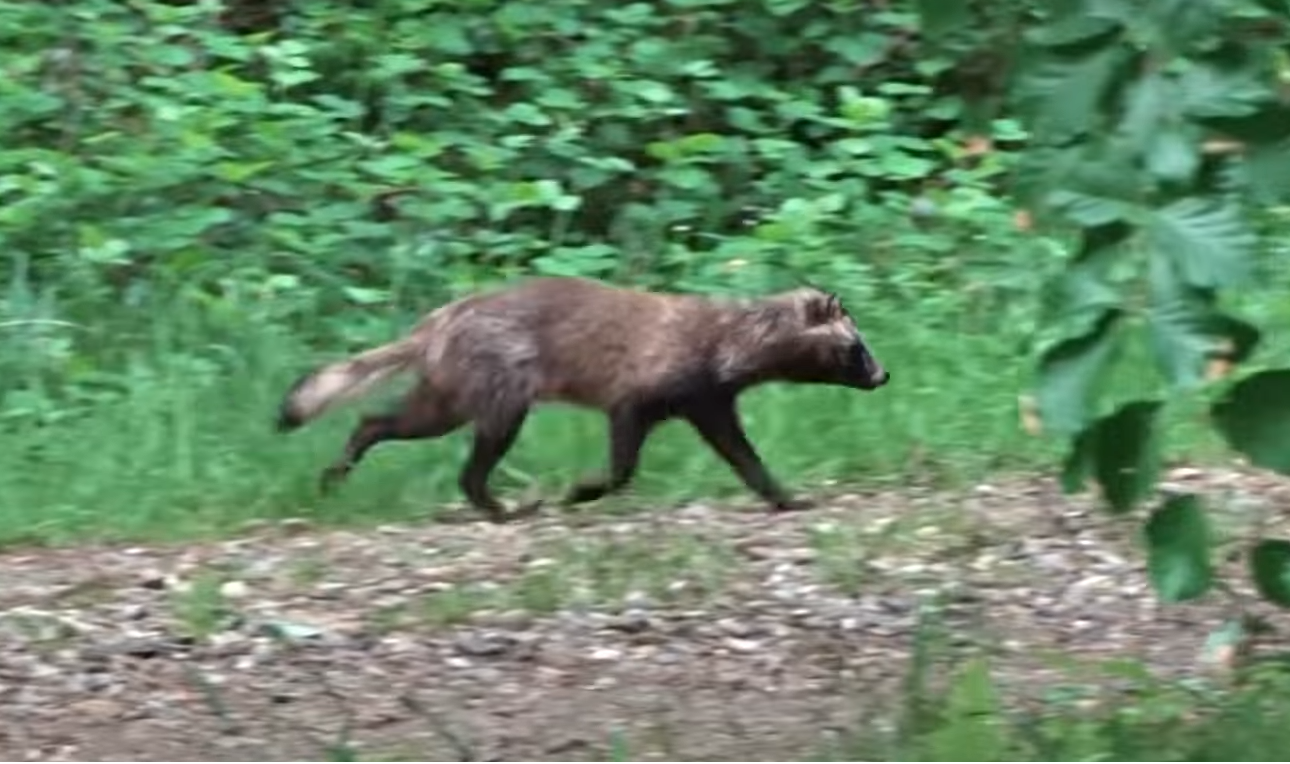
Chien viverrin dans son pelage d’été.
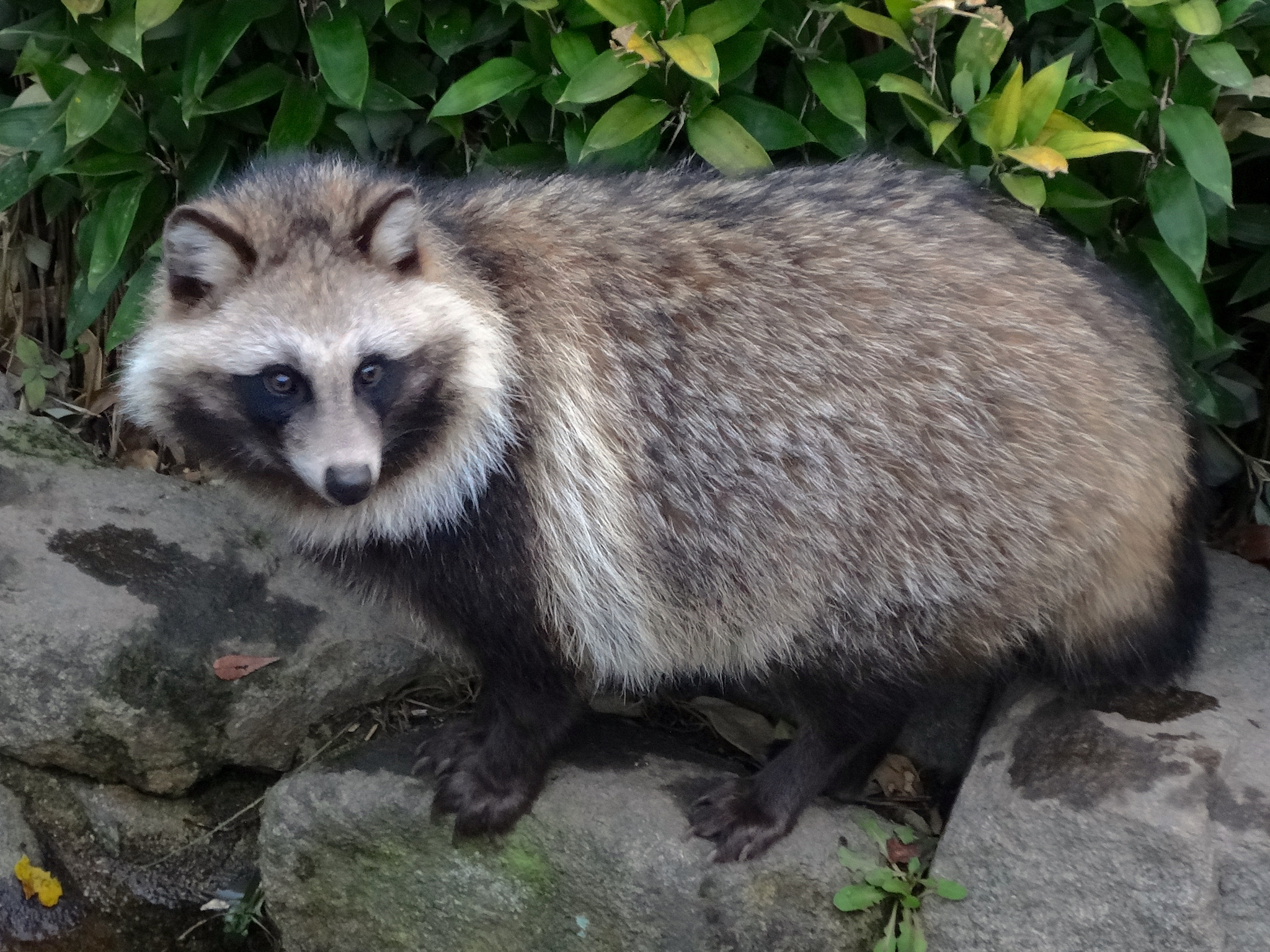
Chien viverrin du Japon (N. v. viverrinus) dans son pelage d’hiver.
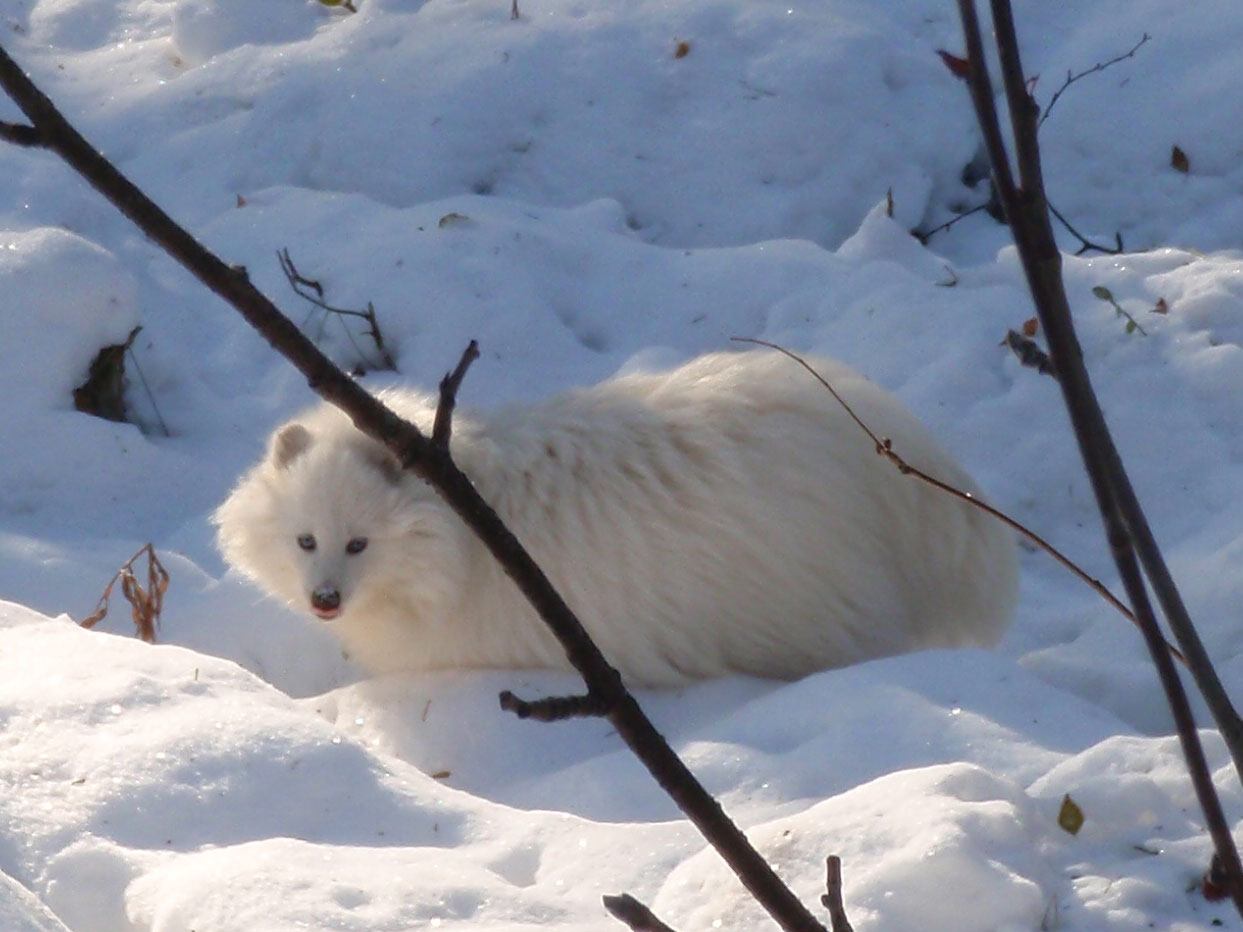
Chien viverrin de Sibérie (N. p. ussuriensis) leucique.
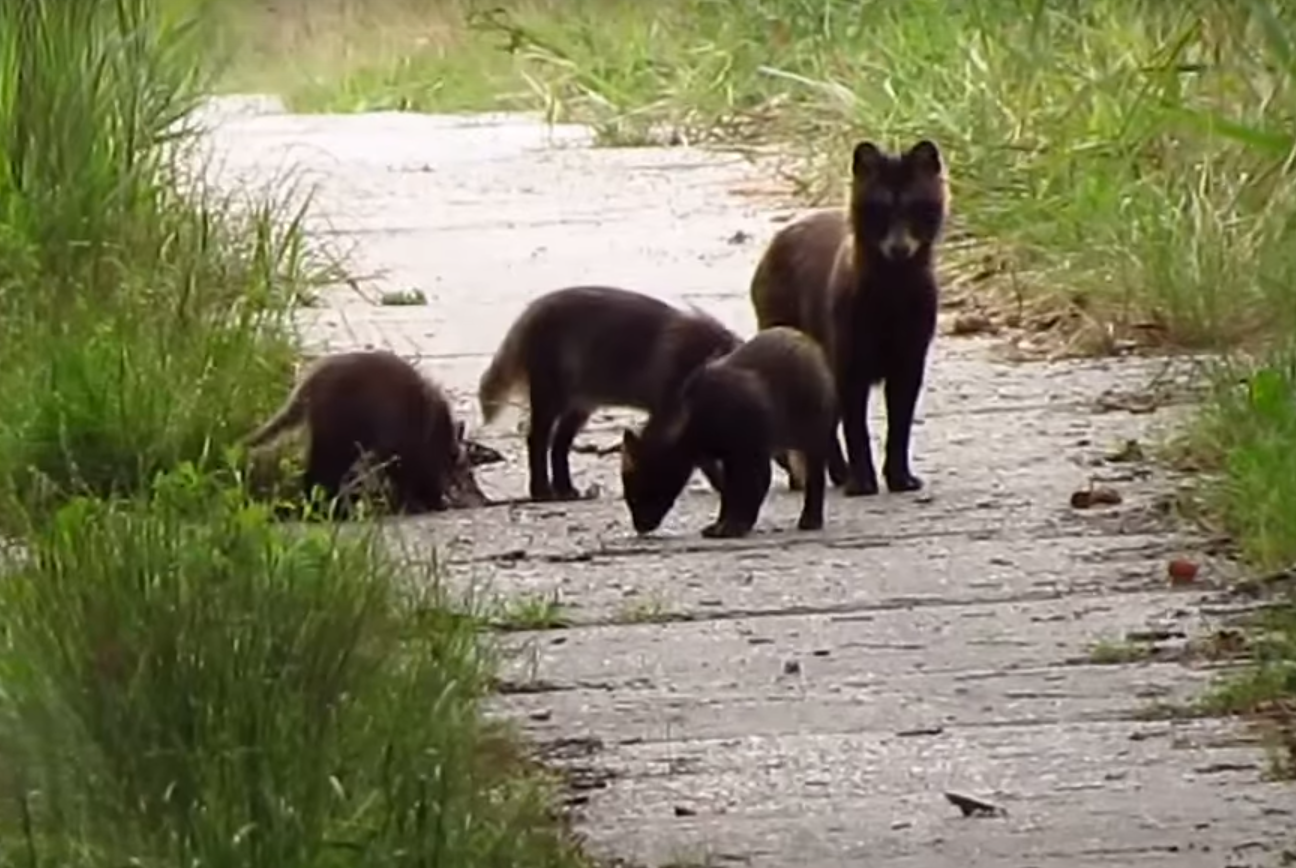
Individus juvéniles.

### Tête

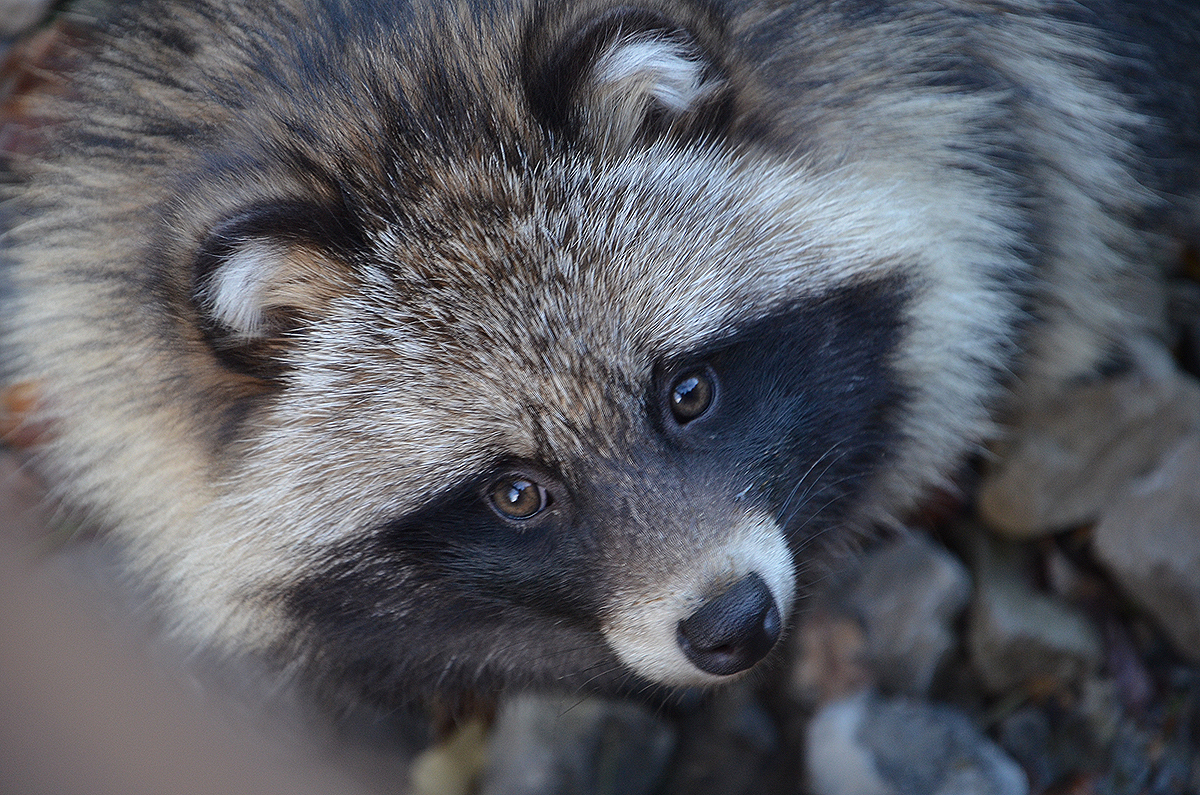
Masque facial.

La tête du chien viverrin est assez petite. Les oreilles paraissent relativement petites et arrondies dans le pelage d’hiver, mais montrent un aspect plus long et pointus avec le pelage d’été.
Par rapports à d’autres canidés comme le renard, la face du chien viverrin a une forme assez arrondie, grâce au pelage poussant depuis leurs joues. Elle est caractérisée par un masque sombre : celui-ci descend sur joues en passant sous la mandibule inférieure, laissant paraître un museau plus clair ; Le masque marque une interruption entre les deux yeux, plus ou moins marquée selon les populations et les individus. Ce masque facial peut d’atténuer dû à l’apparition de poils blancs avec l’âge.
Les yeux sont d’une couleur brune et les pupilles sont généralement arrondies. Comme les autres espèces de renard, ils possèdent un tapetum leur permettant de percevoir la lumière dans la nuit.

#### Crâne

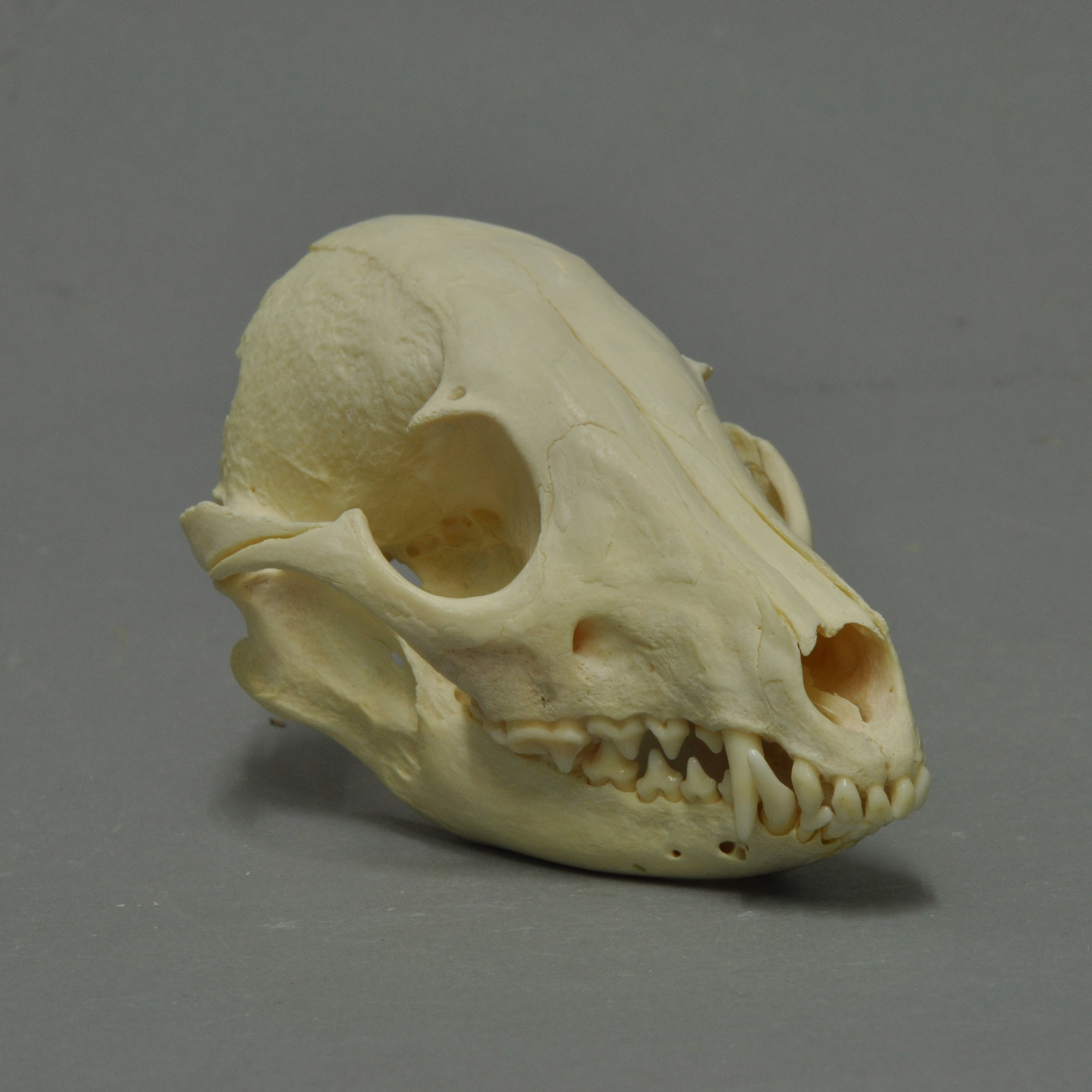
Crâne de chien viverrin.

Le crâne du chien viverrin est petit et son museau reste relativement court. L'arrière est légèrement concave, et le sommet de la tête est plus arrondi. Avant que sa position phylogénétique soit pleinement clarifiée, la structure crânienne des nyctéreutes était souvent comparée et associée à celles de différentes espèces de faux-renards d'Amérique du Sud, en particulier du Renard des savanes.
Les arcades zygomatiques sont étroites, mais les saillies du crâne sont bien développées. La crête sagittale généralement peu développée tout au long de la vie, deviens particulièrement proéminente chez les animaux âgés.

#### Mâchoire et dentition
Les nyctéreutes se caractérisent par rapports aux autres genres de canidés par une dépression située sur la mâchoire inférieure permettant la présence d’un muscle aidant à une plus grande amplitude de mouvements dans la mâchoire, caractéristiques d’un régime alimentaire omnivore.
Ils conservent une dentition de base similaire à celles d’autres canidés avec une moyenne de 42 dents , mais étant omnivores, ils ont des canines et des carnassières peu développées, des molaires plates et des intestins relativement longs,1,5 à 2 fois plus longs que ceux des autres canidés.
Des chercheurs de l'Université de Liverpool ont analysé la structure musculaire de la tête de douze espèces de canidés. La force de morsure du chien viverrin est classée comme faible, avec une estimation de 186 newtons pour les carnassières et de 130 newtons pour les canines, soit environ 40 % de la puissance de morsure du loup. Cependant, la force de fermeture de la mâchoire est supérieure. Les populations japonaises étant légèrement plus petits que leurs homologues continentaux, avec des différences au niveau du crâne et de la dentition, il est suggéré que leur force de morsure est également inférieure.

## Répartition géographique

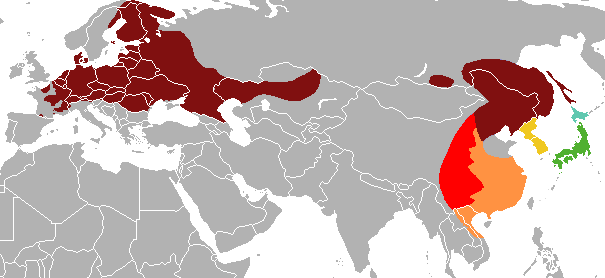
Répartition du chien viverrin par population :
N. p. procyonoides
N. p. orestes
N. p. ussuriensis
N. p. koreensis
N. v. viverrinus
N. v. albus

Les deux espèces de chiens viverrins sont originaires d’Asie de l’Est :   
Le chien viverrin continental à pour aire de répartition d’origine l’Asie continentale. Dans les parties les plus au Nord de son aire de répartition comprennent la Sibérie et la Manchourie et les parties les plus au sud ne dépassent pas le Nord du Viêt-Nam et l’Est du Laos. Il est très largement répartit dans l’Est de la Chine où trois sous-espèces y sont représentées. Il est également très présent dans la péninsule coréenne. Par l’intermédiaire de l’élevage pour la fourrure, la distribution du chien viverrin continental et particulièrement le chien viverrin de l’Oussouri (N. p. ussuriensis) s’est étendue à une grande partie de l’Europe. D’abord la scandinavie et les pays nordiques notamment en Finlande, puis dans les pays d’Europe de l’Est notamment la Pologne jusque dans des pays d’Asie centrale comme le Kazakhstan, et enfin certains pays de l’Europe de l’Ouest, en particulier l’Allemagne jusque dans le Sud de la France et le Nord de l’Italie.
les États membres de l’Union Européenne ont l’obligation de surveiller, d’éradiquer ou au moins réduire les populations présentes dans la nature pour prévenir d’effets indésirables sur la faune locale. En France, le chien viverrin est classé (ESOD), son piégeage est autorisé toute l’année, hors de période de chasse. Son tir est soumis à autorisation délivrée par le préfet. Il est depuis 2019 interdit à la vente en Grande-Bretagne à la suite d’évasions d’individus.
Le chien viverrin japonais (Nyctereutes viverrinus) ne vit que sur l’archipel japonais où les deux sous-espèces vivent à des latitudes différentes : Le chien viverrin du Japon (N. v viverrinus) ne vit que sur les îles principales du Japon et le chien viverrin d’Hokkaidō (N. v albus) ne vit que sur l’île septentrionale d’Hokkaidō. Pour le commerce de la peau il a été introduit sur certaines îles adjacentes comme celle de Yakushima où il est considéré comme une espèce invasive très préoccupante pour la faune insulaire.

## Écologie

### Habitat et activité
Les chiens viverrins peuvent coloniser de nombreux environnements différents, allant des plaines aux forêts mixtes, mais ont tendance à préférer les zones humides. La nature de l’habitat peut changer selon la saison, le cycle de vie, ou encore selon la sous-espèce. Les chiens viverrins de Chine et des îles principales du Japon apprécient les zones boisées, tandis que les chiens viverrins de l’Oussouri apprécient surtout les zones ouvertes,.
Les chiens viverrins ont des mœurs essentiellement nocturnes. En journée, ils nichent dans des souches d’arbres, des terriers d’autres animaux comme ceux des différents espèces de blaireaux, mais aussi dans des lieux à proximité des habitations humaines comme des granges, des vieilles maisons abandonnées ou des canalisations. Pour marquer son territoire, il installe des latrines sur son lieu de vie pour y déposer ses déjections et marque les lieux de ses glandes annales réputées pour produire une odeur très forte et nauséabonde.
Ils peuvent parfois se retrouver dans les infrastructures humaines, que ce soit les terres cultivées, les forêts artificielles, les zones industrielles, mais aussi à proximité voire au beau milieu des grandes villes, dans les parcs et les espaces verts.
Durant l'automne, le poids de l’animal augmente considérablement car en hiver l'animal peut entrer dans un état similaire à une hibernation,, réduisant ses réserves de graisses et diminuant d’un quart son métabolisme. Cet état de torpeur n’est pas systématique et est conditionnée à une température égale ou inférieure à −5 °C mais aussi par l’impact des tempêtes et des fortes chutes de neige sur son environnement. Il cesse cette activité pour reprendre ses habitudes dès le mois de février, lorsque la femelle devient réceptive, lorsque la nourriture redevient disponible, mais aussi dans l’optique de se réveiller avant la fin de l’hibernation des blaireaux, afin de minimiser les interactions avec eux. Le chien viverrin du Japon (N. v. viverrinus) n’a pas besoin de passer de temps en hivernation comme les hivers sont doux dans cette région.

#### Vocalises
Contrairement à d’autres canidés, c’est un animal qui vocalise peu, il émet des glapissements semblables à ceux du renard, mais avec une intensité plus faible. Pour communiquer avec ses congénères, il peut émettre des sons semblables à des plaintes ou à un chant mélancolique. Lorsqu’il se sent menacé ou contrarié, tout comme de nombreuses espèces de renard, il bombe le dos pour paraître plus volumineux et pousse des grognements et des hurlements stridents. 

### Régime alimentaire
Le chien viverrin est avant tout un canidé omnivore opportuniste. Son régime alimentaire est extrêmement vaste et change considérablement en fonction de son environnement, adaptant son alimentation selon la saison et la nature de son habitat.
Il se nourrit de fruits, de baies, de légumes, de céréales, de champignons, d’œufs, de mollusques, de crustacés, de charognes, d’excréments d’autres animaux et de déchets humains, comme du caoutchouc. Mais il peut aussi être prédateur de sa nourriture, comme des insectes, des poissons, des amphibiens dont il digère le venin, des reptiles, des oiseaux et de petits mammifères,. Pour trouver sa nourriture, ils utilisent leur odorat surdéveloppé et fouille le sol de droite à gauche à la recherche d’aliments qui leur sont aisément accessibles. Une étude menée au Japon a montré qu’ils étaient les premiers à repérer la présence d’une carcasse avant l’arrivée des autres charognards.
Il peut également causer des problèmes dans les cultures et les élevages. 

### Cycle de vie

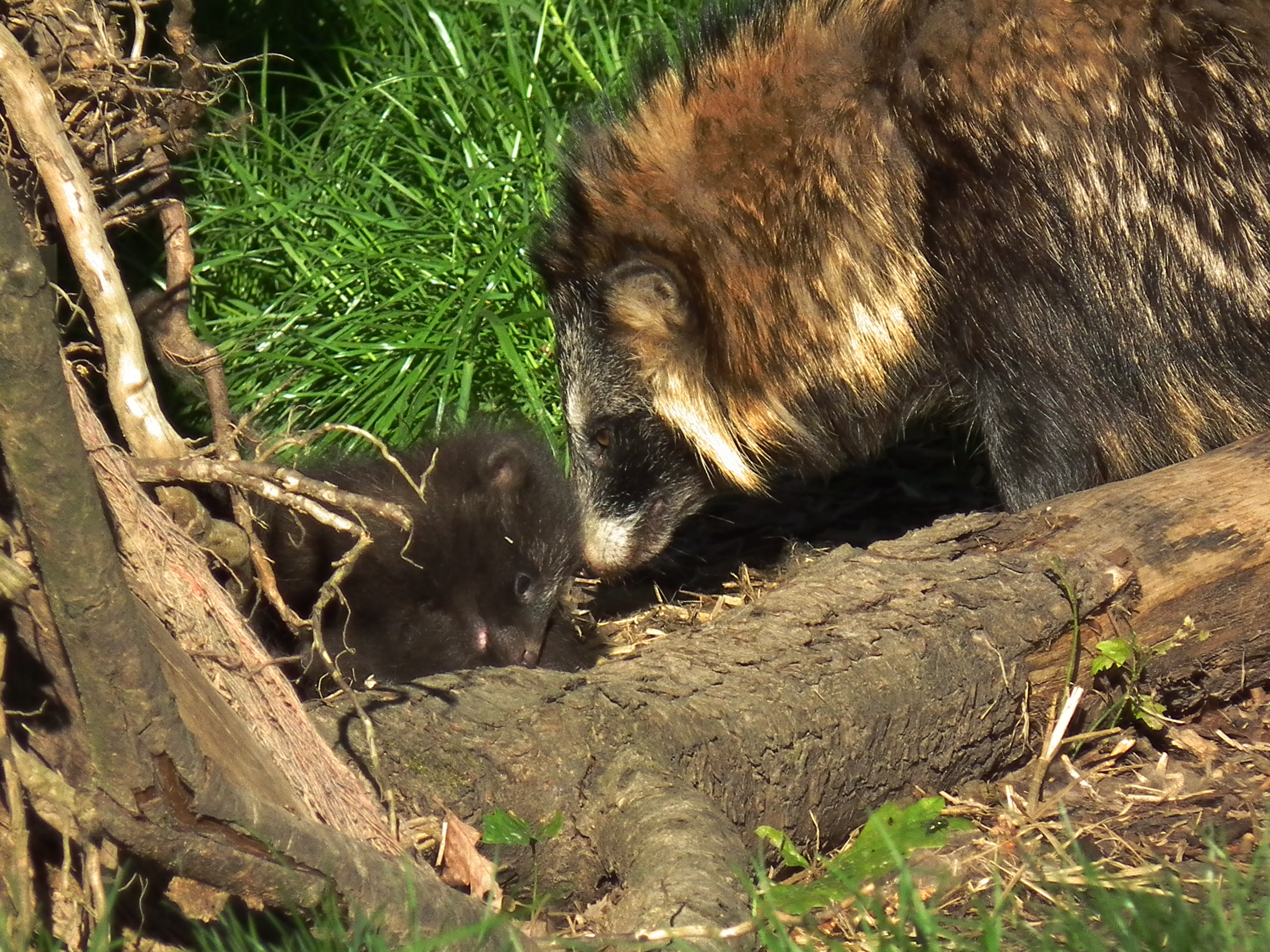
Mère chien viverrin et son petit.

Au début de l’automne, les jeunes mâles, tout juste devenus adultes, partent en quête d’une femelle pour se reproduire. Ils forment un couple monogame qui dure tout le long de leur existence. En captivité en revanche, les mâles ont un comportement plus polygame, pouvant s’accoupler avec jusqu’à cinq femelles.
La période de reproduction commence début février. L’accouplement a lieu pendant la nuit, ou à l'aube, et dure généralement de 6 à 9 minutes. L'œstrus dure de quelques heures à six jours, au cours desquels les femelles peuvent s'accoupler jusqu'à cinq fois. Les femelles entrent à nouveau dans l'œstrus après 20 à 24 jours, même pendant la gestation.
La période de gestation dure de 61 à 70 jours, les petits naissant d'avril à mai. La taille de la portée se compose généralement de 6 à 8 individus, mais il arrive parfois que l’effectif soit plus élevé allant de 15 à 16 petits.
Le rôle actif du mâle dans l'élevage des jeunes est très important, au point d’avoir une incidence significative dans la dynamique de population de chiens viverrins.
À la naissance, les petits pèsent aux alentours de 80 g, ils sont aveugles et recouverts d’un petit duvet de couleur foncée. Leurs yeux ne s'ouvrent qu’après 9 à 10 jours, les dents sortent après 14 à 16 jours. Au bout de deux semaines, leur pelage s’éclaircit. Ils commencent à manger de la nourriture qui leur est apportée dès l'âge de trois semaines, mais ils continuent à boire le lait maternel durant 2 mois.
À partir de la fin du mois d’août, les petits commencent à se séparer de leurs parents. Ils prendront leur taille définitive au bout de 4-5 mois. La maturité sexuelle est atteinte entre 8 et 10 mois. Leur longévité est en grande partie inconnue, bien que des animaux âgés d’environ 6-7 ans aient été rencontrés dans la nature et que les spécimens détenus en captivité soient connus pour vivre une dizaine d’années. La prédation et les maladies sont autant de facteurs susceptibles de diminuer considérablement leur espérance de vie.

### Concurrents et prédateurs
Si le chien viverrin est un animal opportuniste et bien adapté à tout type d’environnement, il reste relativement vulnérable face à la concurrence et à la prédation par d’autres animaux et aux différents pathogènes.

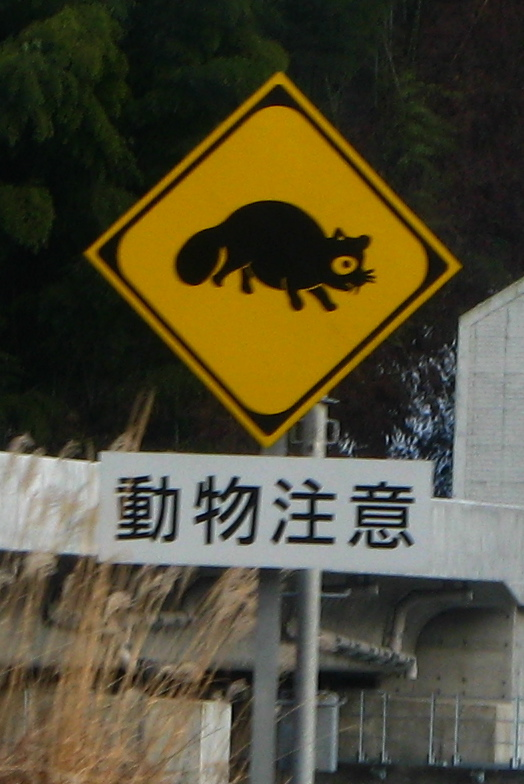
Panneau de signalisation prévenant de passages d’animaux sur les routes (Japon).

En Europe, où le chien viverrin est introduit, il rivalise avec les renards et les blaireaux européens pour les territoires, mais aussi pour la nourriture, notamment avec d’autres carnivores plus petits comme la fouine ou le putois d’Europe. Les blaireaux et les renards tuent régulièrement les petits et peuvent parfois tuer les adultes.
Du fait de sa taille relativement petite et surtout de sa lenteur, de nombreux prédateurs s’en prennent à lui. Pour se défendre, il entre en état de thanatose pour simuler sa propre mort durant quelques secondes afin de dissuader le prédateur de le manger. Cependant cette technique ne rencontre pas toujours le succès escompté. Pouvant être responsable des deux-tiers de la prédation dans certaines régions, le loup est le principal prédateur du chien viverrin, notamment en hiver. Il peut également être ciblé par le lynx, le glouton mais également par de grands rapaces comme le grand duc d’Europe ou l’aigle royal. Les chiens domestiques, la chasse et surtout le trafic routier causent également beaucoup de dégâts dans les populations de chiens viverrins. Des estimations raisonnées font état d'un chiffre qui avoisinerait les 370 000 chiens viverrins tués par collision avec un véhicule chaque année au Japon. La thanatose de l’animal en est notamment la cause.

### Pathogènes et maladies
Comme de nombreux petits carnivores, il peut contracter le virus de la rage ou encore celui de la maladie de Carré. Sensible au parasitisme, il est infesté par de très nombreuses espèces de vers et d’arthropodes et peut contracter les mêmes maladies que les renards comme l’échinococcose.
Le chien viverrin est également affecté par la gale,, si cette maladie affecte peu les populations introduites en Europe, elle est cependant dévastatrice sur l'archipel japonais, l'animal perdant sa fourrure à cause de l'infestation devient vulnérable aux froid, aux parasitismes et aux intempéries, où elle fait disparaître des populations entières par endroits. La gale et la maladie de Carré sont deux processus efficaces de réduction de la population, lorsque ceux-ci ne sont pas affectés par la prédation dans certaines zones comme au Japon où le loup a été exterminé.

## Enjeux de santé publique
Depuis son introduction en Europe due à son exploitation pour la fourrure, le chien viverrin a suscité une attention toute particulière auprès des médias pour le grand nombre de problèmes de santé publique que l’animal peut faire peser. En effet, la grande diversité de pathogènes différents qu’il peut contracter, dans la nature, ou en élevage, serait propice à l’apparition de zoonoses.

### Coronavirus
En 2003, un virus proche du SARS-CoV a été isolé chez des civettes palmistes masquées (Paguma larvata), un chien viverrin continental (Nyctereutes procyonoides) et chez des vendeurs d’un marché d’animaux vivants à Guangdong, en Chine. Si ces animaux ont d’abord été considérés comme réservoirs du virus, les chauves-souris ont depuis été identifiées comme hôtes originels, et le chien viverrin continental pourrait avoir joué un rôle d’hôte intermédiaire. Le virologue Christian Drosten estime que cette espèce, couramment élevée en Chine pour sa fourrure, est un candidat plausible pour la transmission des SARS-CoV-1 et SARS-CoV-2 à l’être humain,.
En 2020, des prélèvements effectués sur le marché de Wuhan ont mis en évidence la présence conjointe d’ARN du SARS-CoV-2 et de matériel génétique de Nyctereutes procyonoides dans les mêmes stands, notamment le stand 29,. En septembre 2024, une étude publiée dans Cell a confirmé la forte co-présence du virus et du matériel génétique de cette espèce dans ces zones du marché, renforçant l’hypothèse d’un rôle d’hôte intermédiaire.

## Relation avec l'homme

### Exploitation
Bien avant l’exploitation industrielle de fourrures russes ou chinoises, le chien viverrin était exploité localement pour sa viande et sa peau. En Chine, sa viande était bouillie, abondamment assaisonnée et surtout consommée froide, afin de limiter l’odeur nauséabonde qui s’en dégageait.
Sa peau a également été très utilisée au Japon pour de multiples usages tels que fabriquer des soufflets, manipuler des métaux précieux comme l’or, en faire des équipements tel des protèges mains ou des boucliers, confectionner des instruments de percussions ou encore des chapeaux pour protéger la tête du froid.
Son poil était utilisé dans la confection de brosses et est encore utilisé aujourd’hui pour la confection de pinceaux destinés spécifiquement à la calligraphie traditionnelle. Mais l’animal a fait surtout l’objet d’une exploitation intensive pour sa fourrure. 
La fourrure du chien viverrin est très demandée pour sa qualité et l'animal est intensivement chassé au Japon où il représente 11 % des animaux tués. En Russie, l'élevage de chiens viverrins pour leur fourrure a commencé en 1928. À partir des années 1940, on leur a préféré l'élevage de renards roux, plus chers. Cet effondrement du marché de la fourrure déclenchera un laché massif du chien viverrin continental en Europe. Une étude de 2004 montre que l'élevage de chiens viverrins pour leur fourrure atteignait 1,5 million d'animaux.

### Controverses

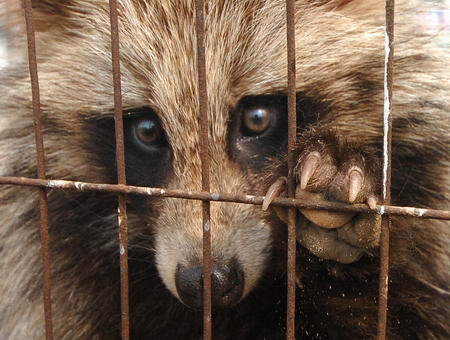
Chien viverrin captif.

En 2011, plusieurs associations de défense des animaux se sont levées pour montrer les mauvaises conditions de production de fourrure de chiens viverrins en Russie et en Chine : une vidéo de la Fondation Brigitte-Bardot  marqua l'opinion publique, sans provoquer de réaction notable des pouvoirs publics. Dans le cadre de la sortie du jeu vidéo Super Mario 3D Land, la PETA avait sorti un jeu vidéo parodique dans l’optique de faire le lien entre le costume de tanuki et les animaux élevés pour leur fourrure en Europe. L’opinion publique fut mitigée, notamment du fait que le nom « tanuki » référait encore au bake-danuki (créature légendaire associée au chien viverrin) dans l’imaginaire populaire.
Depuis lors, des photos et des vidéos sont régulièrement relayées et créent des paniques pour diverses raisons, notamment ne ce qui concerne la dénomination de la fourrure, assimilée par l’opinion public à celle du chien domestique. C’est pourquoi, certains revendeurs utilisent des dénominations alternatives locales tanuki ou mangut ou bien en viennent à utiliser des dénominations trompeuses comme finracoon ou asiatic raccoon, l’associant au raton-laveur, ou bien l’étiquette comme étant de la « fausse fourrure » (faux furr) : des associations de défense des animaux ont montré qu'on retrouve facilement de la fourrure de chien viverrin en Europe, notamment dans les boutiques de mode de Londres, ou sous forme d'objets de décoration étiquetés comme telle.
En Chine, d'après Reporterre, le nombre de chiens viverrins d'élevage est estimé entre cinq et dix millions d'individus en 2020.

## Le Chien viverrin dans l'art et la culture

### Au Japon
Le chien viverrin est un animal très populaire au Japon où, de par sa forte proximité avec la population, il tient une place particulière au sein de la culture traditionnelle et contemporaine. Il est présent dans de nombreux récits folkloriques dans lesquels il est décrit comme un animal avec des pouvoirs de métamorphose à l’instar d’autres animaux comme le renard, dont il est le principal rival.
Dans la littérature, le chien viverrin possède de très nombreuses dénominations, ce qui fait qu’il a parfois été confondu avec d’autres animaux comme le blaireau japonais sous le nom de mujina (狢 ; ムジナ) ou mami (猯 ; マミ) Les deux animaux ont une apparence et un mode de vie similaire et fréquentant le même terrier. Le chien viverrin était parfois désigné sous les noms hachimoji ou hachi-monji-danuki (八文字狸, « le tanuki au chiffre huit »), lorsque celui-ci avait une marque en forme de croix sur le dos, rappellent le caractère chinois 八 (Hachi, Huit). L’animal, associé à ce nombre, était autrefois un symbole de chance et de prospérité.
Un chien viverrin doté de facultés surnaturelles est désigné sous le nom de bake-danuki (化け狸, « tanuki qui se transforme »), il regroupe un grand nombre de créatures qui en sont inspirées, comme le mamedanuki (豆狸, « tanuki-haricot »), réputé pour son attrait pour le saké et son scrotum qu'il peut agrandir et transformer à volonté.
Grâce à leurs pouvoirs magiques, les chiens viverrins s’amusent à jouer des tours aux humains, sans généralement avoir d’intention réellement malveillante envers leurs victimes.
Par l'intermédiaire des traditions locales, transmises par l'intermédiaire du bouche-à-oreille, les ukiyo-e (rouleaux peints), les encyclopédies, ainsi que par la littérature et les chansons, les chiens viverrins ont un folklore très riche en personnages et en événements marquants, dont certains sont étroitement avec des événements réels de l'histoire du Japon.
Dans l'imaginaire populaire ces animaux sont souvent représentés par un aspect pataud et leur caractère paresseux, les rendant distincts du renard et sont représentés sur les différentes illustrations par leur ventre rebondi sur lequel ils peuvent faire de la musique, ainsi que par leur fameux scrotum qu’ils peuvent agrandir à volonté, le transformant en bateau, en filet de pêche ou encore en maison.
De petits personnages en céramique ont été créés à leur effigie par un potier du petit village de Shigaraki à partir du début du XXe siècle. Sur ces statues de tanuki (狸の置物, tanuki no okimino), les chiens viverrins sont représentés comme de bons vivants, portant entre un chapeau de paille et une gourde de saké et un feuillet de crédit bancaire qu'il ne paient jamais. Ces shigaraki-yaki (statues en terre cuite) ont de multiples significations, apportant notamment amabilité, vigilance, calme, chance et prospérité. Ces statuettes porte-bonheurs sont souvent visibles à l'entrée des restaurants traditionnels.

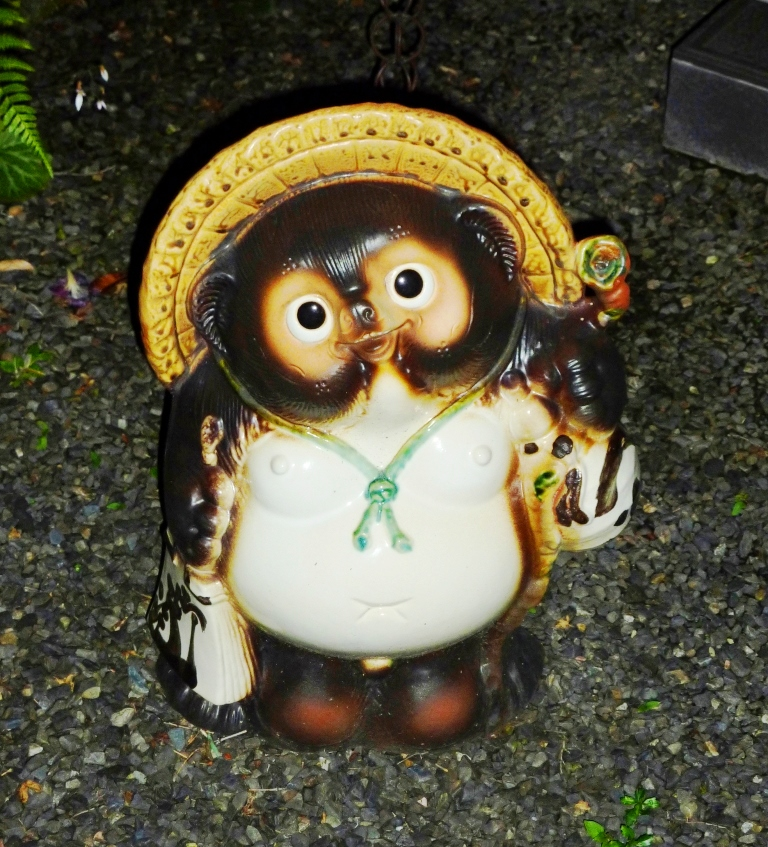
Statuette de chien viverrin en terre cuite.

Le chien viverrin est également un symbole de résistance à la modernité, de la campagne face à la ville, de la spiritualité contre la rationalité, de l’échelle humaine contre l’échelle industrielle, de la localité contre la globalité, des personnes lambda contre les élites influentes. Le chien viverrin peut référer au petit paysan vivant dans sa localité, impliqué malgré lui dans des enjeux qui le dépassent.
Dans la période contemporaine, le chien viverrin est aussi associé à un être assez minable, faiblard, déboussolé et menteur qui a toujours des choses à cacher, mais dont il est possible de déceler les intentions rapidement.
Beaucoup d’auteurs ont tendance à restreindre le nom tanuki ainsi que ses significations dans le folklore japonais à l’espèce Nyctereutes viverrinus ou à sa sous-espèce type N. v viverrinus. Mais le seul terme folklorique formellement attesté comme étant attaché à une sous-espèce en particulier est le terme aïnou moyuk, également utilisé pour désigner le chien viverrin d’Hokkaidō (N. v albus) en japonais. Ce dernier, dans la culture traditionnelle aïnou, était considéré comme le serviteur du kimun-kamuy l’ours en tant qu’incarnation divine.

#### Expressions idiomatiques autour du chien viverrin
- L’expression tanukijiji (狸じじい?, « vieux tanuki ») que l’on peut traduire par « vieux renard » désigne une personne que l’âge a rendue rusée, voire malhonnête[98].

- L’expression tanuki ne irisuru (狸寝入りする?, « s’endormir comme un tanuki »), consiste à faire semblant d’être endormi pour s’affranchir d’une tâche[98].

- Le tanuki-gao (狸顔?, « visage de tanuki »)  est un style de visage féminin rond aux yeux tombants faisant paraître plus jeune et innocent[98].

- L'expression toranu tanuki no kawa sanyō (捕らぬ狸の皮算用?, « ne pas commencer à calculer le prix de la peau du ventre du tanuki avant de l'avoir attrapé ») a une signification pratiquement identique à l'expression « il ne faut pas vendre la peau de l'ours avant de l'avoir tué »[99].

- L'expression chinoise yī qiū zhī hé 一丘之貉, ainsi que son esquivant en japonais onaji ana no mujina (同じ穴の狢?, « deux mujina dans le même terrier »), signifient que même si deux choses semblent être totalement différentes, comme le blaireau et le chien viverrin, elles sont en fait étroitement liées. Cela peut être utilisé sur des personnes ayant une complicité suspecte[100],[101],[102].
- Le chien viverrin en tant qu’animal dispose également d’une symbolique supplémentaire accordée au nom « tanuki », qui sonne comme l’expression ta-nuki (他抜き ; « surpasser les autres »)[103], avec l’idée selon laquelle, même si l’animal doit faire face à des adversaires plus forts que lui, il peut utiliser des éléments comme sa gentillesse, sa ruse ou sa modestie pour se sortir de mauvaises situations.

#### Ressources originales
- (en) Gray, John Edward, Hardwicke, Thomas et Hawkins, B. Waterhouse, Illustrations of Indian Zoology, London, Treuttel, Wurtz, Treuttel, Jun. and Richter, 1834 (OCLC 10066378, DOI 10.5962/bhl.title.95127, lire en ligne)
- (nl) Temminck, C.J., Over de Kennis en de Verbreiding der Zoogdieren van Japan, vol. 5, 1839 (lire en ligne)

#### Autres références
- (en) V. G. Geptner, A. A. Nasimovich, A. G. Bannikov, R. S. Hoffmann, Mammals of the Soviet Union, Volume 2, Part 1a – Sirenia and Carnivora, Washington, D.C., Smithsonian Institution Libraries & National Science Foundation, 1998, 78–82 p. (lire en ligne)
- (en) Wilson, Don E. et Mittermeier, Russell A., Handbook of the Mammals of the World, Volume 1: Carnivores, Barcelona, Lynx Edicions, 2009 (ISBN 9788496553491), p. 435
- José. R. Castelló (trad. Anne Saint Girons, préf. Claudio Sillero), Canidés du monde : : Loups, chiens sauvages, renards, chacals, coyotes et apparentés [« Canids of the World: Wolves, Wild Dogs, Foxes, Jackals, Coyotes, and Their Relatives »] [« Canidés du monde : Loups, chiens sauvages, renards, chacals, coyotes et apparentés »], Delachaux et Niestlé, 2020, 332 p. (ISBN 978-2-603-02695-3), p. 260 à 269
- (ja) 佐伯緑 (Saeki Midori), What is Tanuki?, 東京大学出版会 (Tōkyō Daigaku Shuppankai),‎ 2022 (ISBN 978-4-13-063379-6)
- (ja) 村田哲郎 (Murata Tetsurō), 中村沙給 (Nakamura Sakyū), 南宗明 (Minami Sōmei), 上保利樹 (Jōho Toshiki), 萩野賢一 (Hagino Ken'ichi) (trad. « Le livre du Tanuki : des villages reculés jusqu’au coin de la rue »), たぬきの本 : 里山から街角まで, 共和国 (Kyōwakoku),‎ 30 avril 2023 (ISBN 978-4907986308)

### Autres liens externes
- Chien viverrin en France – Note technique (HAL, PDF)
- Revue Faune sauvage n° 269 (novembre 2005) – Article 1 : Le Chien viverrin en France (PDF)
- Chien viverrin – Fiche espèce (LPO)
- Chien viverrin – Fiche espèce (Atlas Mammifères Auvergne‑Rhône‑Alpes)
- Légé 2014 : Raton‑laveur et chien viverrin en France (PDF)
- Chien viverrin – Fiche (Droit & Nature, PDF)
- Chien viverrin – Fiche d’espèce (IAS Regulation Belgique, PDF)
- Fiche d’identification – Chien viverrin (Ministère de l’Environnement, Luxembourg) (PDF)
- Chien viverrin (Nyctereutes procyonoides) – Fiche de la Province de Liège (PDF)
- Canidés du Monde: le Chien viverrin, du démon des légendes japonaises à l’espèce invasive